# Idaea nexata
Idaea nexata är en fjärilsart som beskrevs av Jacob Hübner 1808/14. Idaea nexata ingår i släktet Idaea och familjen mätare. Inga underarter finns listade i Catalogue of Life.